# Radenbeck (Thomasburg)
Radenbeck (niederdeutsch Raanbeck) ist ein Ortsteil der Gemeinde Thomasburg in Niedersachsen.

## Geographie
Der Ort liegt einen Kilometer südwestlich von Thomasburg und einen Kilometer nördlich der B 216. 500 Meter nordwestlich des Ortes liegt das eine noch erhaltene Grab der drei Großsteingräber bei Radenbeck.

## Geschichte
Für das Jahr 1848 wird angegeben, dass Radenbeck 22 Wohngebäude hatte, in denen 170 Einwohner lebten. Der Weiler Peterhof mit einem Haus mit 15 Einwohnern bildete derzeit mit Radenbeck einen Gemeindeverband. Zu der Zeit war der Ort nach Thomasburg eingepfarrt, wo sich auch die Schule befand. Am 1. Dezember 1910 hatte Radenbeck im Landkreis Lüneburg 219 Einwohner. Am 1. März 1974 wurde Radenbeck nach Thomasburg eingemeindet.